# Straßenbahn der Stadt Herne
Die Straßenbahn in der Stadt Herne wurde von 1908 bis 1912 ein Betrieb der Stadt Herne.
Am 1. April 1907 entstand durch die Ausgliederung aus dem Landkreis Gelsenkirchen die eigenständige Stadt Herne, zu der auch die Gemeinden Baukau und Horsthausen zählten.
Die Straßenbahn Herne-Sodingen beabsichtigte schon 1906, eine Strecke von Herne nach Gerthe zu errichten und bekam durch die Stadt Herne im selben Jahr auch eine Genehmigung dafür. Allerdings verblieb die Strecke im Besitz der Stadt und die Straßenbahn Herne-Sodingen sollte diese betreiben. Der erste Teil der Strecke wurde dann am 21. Oktober 1908 in Betrieb genommen.
Da die Gemeinde Gerthe selbst an der Bochum-Castroper Straßenbahn beteiligt war, verzögerte sich die Genehmigung zum Bau auf ihrem Gebiet, so dass dieser Abschnitt erst am 22. Dezember 1910 in Betrieb genommen wurde. Die Straßenbahn der Stadt Herne ging am 15. Mai 1912 in der Westfälischen Straßenbahn auf, an der Herne Mitgesellschafter wurde.